# Chris Hughes (Musiker)
Chris Hughes (* 3. März 1954 in London, England; eigentlich Christopher Merrick Hughes), auch bekannt unter dem Namen Merrick, ist ein britischer Schlagzeuger, Perkussionist und Musikproduzent aus London.

## Leben
Chris Hughes startete seine Karriere als Musikproduzent in den späten 1970er-Jahren. 1979 produzierte er das Album Compass Kum’pas der Synthpop-Band Dalek I (Love You), das 1980 erschien. Auf diesem Album spielte Hughes auch zusätzliche Drumparts sowie Percussion. 1980 wechselte er unter dem Namen Merrick zu Adam and the Ants, für die er als zweiter Schlagzeuger spielte und als Produzent tätig war.
1982 verließ Hughes die „Ants“. Fortan konzentrierte sich Chris Hughes auf die Arbeit als Musikproduzent, häufig in Zusammenarbeit mit Ian Stanley.
Von 1982 bis 1989 war Hughes als Produzent und Musiker bei der britischen New-Wave-Band Tears for Fears. Anfang der 1990er-Jahre spielte Hughes Schlagzeug auf einigen Songs des Debütalbums Little Earthquakes von Tori Amos, das 1992 erschien.
1994 veröffentlichte Chris Hughes seine erste Solo-CD Shift.

## Diskografie
- Adam and the Ants – Cartrouble (Singleveröffentlichung) – 1979 (Produktion)
- Adam and the Ants – Kick (B-Seite von Cartrouble) – 1979 (Produktion)
- Adam and the Ants – Kings of the Wild Frontier – 1980 (Schlagzeug & Produktion)
- Adam and the Ants – Prince Charming – 1981 (Schlagzeug, Bläser Arrangement & Produktion)
- Adam and the Ants – Goody Two Shoes (Singleveröffentlichung) – 1982 (Schlagzeug & Produktion)
- Adam and the Ants – Red Scab (B-Seite von Goody Two Shoes) – 1982 (Schlagzeug & Produktion)
- Wang Chung – Dance Hall Days – 1983 (Produktion)
- Tears for Fears – The Hurting – 1982 (Produktion & Schlagzeugprogammierung)
- Tears for Fears – Songs from the Big Chair – 1985 (Produktion)
- Tears for Fears – Sowing the Seeds of Love – 1989 (Schlagzeug)
- Robert Plant – Fate of Nations – 1993 (Produktion & teilw. Schlagzeug)
- Paul McCartney – Motor of Love (vom Album Flowers in the Dirt) – 1989
- Peter Gabriel – Red Rain (vom Album So) (Schlagzeugprogammierung)
- Peter Gabriel – No Way Out (vom Album Up) (Schlagzeugprogammierung)
- Propaganda – 1234–1990 (Produktion)
- Howard Jones – Everlasting Love (vom Album Cross That Line) – 1989 (Produktion)
- Howard Jones – The Prisoner (vom Album Cross That Line) – 1989 (Produktion)
- Paul Young – Paul Young (Produktion)
- Moya Brennan – Two Horizons (Produktion)
- Bon Jovi – This Left Feels Right
- Emma Townshend – Winterland
- A-ha – Waiting for Her (vom Album East of the Sun, West of the Moon) (Schlagzeug)
- Def Leppard – Hello America (vom Album On Through the Night) (Synthesizer)
- Enya – Watermark – (vom Album Enya) (Schlagzeug)
- Enya – Storms in Africa – (vom Album Enya) (Schlagzeug)
- Merrick and Tibbs – Call of the Wild – 1982
- Tori Amos – Little Earthquakes – 1992 (Schlagzeug)
- Red Box – Lean on Me – 1985 (Produktion)
- Ric Ocasek – This Side of Paradise – 1986 (Produktion)